# Spermacoce macrocephala
Spermacoce macrocephala är en måreväxtart som först beskrevs av Paul Carpenter Standley och Julian Alfred Steyermark, och fick sitt nu gällande namn av Rafaël Herman Anna Govaerts. Spermacoce macrocephala ingår i släktet Spermacoce och familjen måreväxter. Inga underarter finns listade i Catalogue of Life.